# Гуревич Михайло Наумович
Михайло Наумович Гуревич — турецький, раніше радянський, бельгійський, шахіст, гросмейстер (1986). Чемпіон СРСР (1985), чемпіон України (1984). Заслужений тренер ФІДЕ (2006).

## Турнірні результати
| Рік  | Місто   | Турнір                                 | + | − | =  | Результат | Місце  |
| ---- | ------- | -------------------------------------- | - | - | -- | --------- | ------ |
| 1976 | Харків  | чемпіонат Харківської області          |   |   |    | 12½ з 16  | Gold   |
| 1977 | Житомир | 46-й чемпіонат України                 | 5 | 2 | 2  | 6 з 9     | 4—7    |
| 1980 | Харків  | чемпіонат Харківської області          |   |   |    | 9½ з 13   | Gold   |
| 1981 | Харків  | чемпіонат Харківської області          |   |   |    | 10½ з 13  | Gold   |
| 1982 | Ялта    | 51-й чемпіонат України                 | 8 | 4 | 3  | 9½ з 15   | Bronze |
| 1984 | Київ    | 53-й чемпіонат України                 | 6 | 0 | 9  | 10½ з 15  | Gold   |
| 1985 | Рига    | 52-й чемпіонат СРСР                    | 6 | 3 | 10 | 11 з 19   | [ 2 ]  |
| 1986 | Київ    | 53-й чемпіонат СРСР                    | 5 | 5 | 7  | 8½ з 17   | 9—10   |
| 1987 | Мінськ  | 54-й чемпіонат СРСР                    | 1 | 7 | 9  | 5½ з 17   | 17—18  |
| 1988 | Москва  | 55-й чемпіонат СРСР                    | 2 | 5 | 10 | 7 з 17    | 15—16  |
| 1991 | Лінарес | 9-й міжнародній турнір                 | 4 | 5 | 4  | 6 з 13    | 9—11   |
| 2007 | Еліста  | Відбірковий матч чемпіонату світу 2007 | 0 | 3 | 1  | ½ из 4    |        |

## Зміни рейтингу
| На цьому місці має відображатися графік чи діаграма, однак з технічних причин його відображення наразі вимкнено. Будь ласка, не видаляйте код, який викликає це повідомлення. Розробники вже працюють для того, щоби відновити штатне функціонування цього графіка або діаграми. | |
| | На цьому місці має відображатися графік чи діаграма, однак з технічних причин його відображення наразі вимкнено. Будь ласка, не видаляйте код, який викликає це повідомлення. Розробники вже працюють для того, щоби відновити штатне функціонування цього графіка або діаграми. |